# Kandukur
Kandukur é uma cidade e um município no distrito de Prakasam, no estado indiano de Andhra Pradesh.

## Geografia
Kandukur está localizada a 17° 04′ N, 78° 29′ L. Tem uma altitude média de 632 metros (2073 pés).

## Demografia
Segundo o censo de 2001, Kandukur tinha uma população de 50 084 habitantes. Os indivíduos do sexo masculino constituem 51% da população e os do sexo feminino 49%. Kandukur tem uma taxa de literacia de 63%, superior à média nacional de 59,5%: a literacia no sexo masculino é de 72% e no sexo feminino é de 55%. Em Kandukur, 11% da população está abaixo dos 6 anos de idade.